# Bahnhof Pont-Cardinet

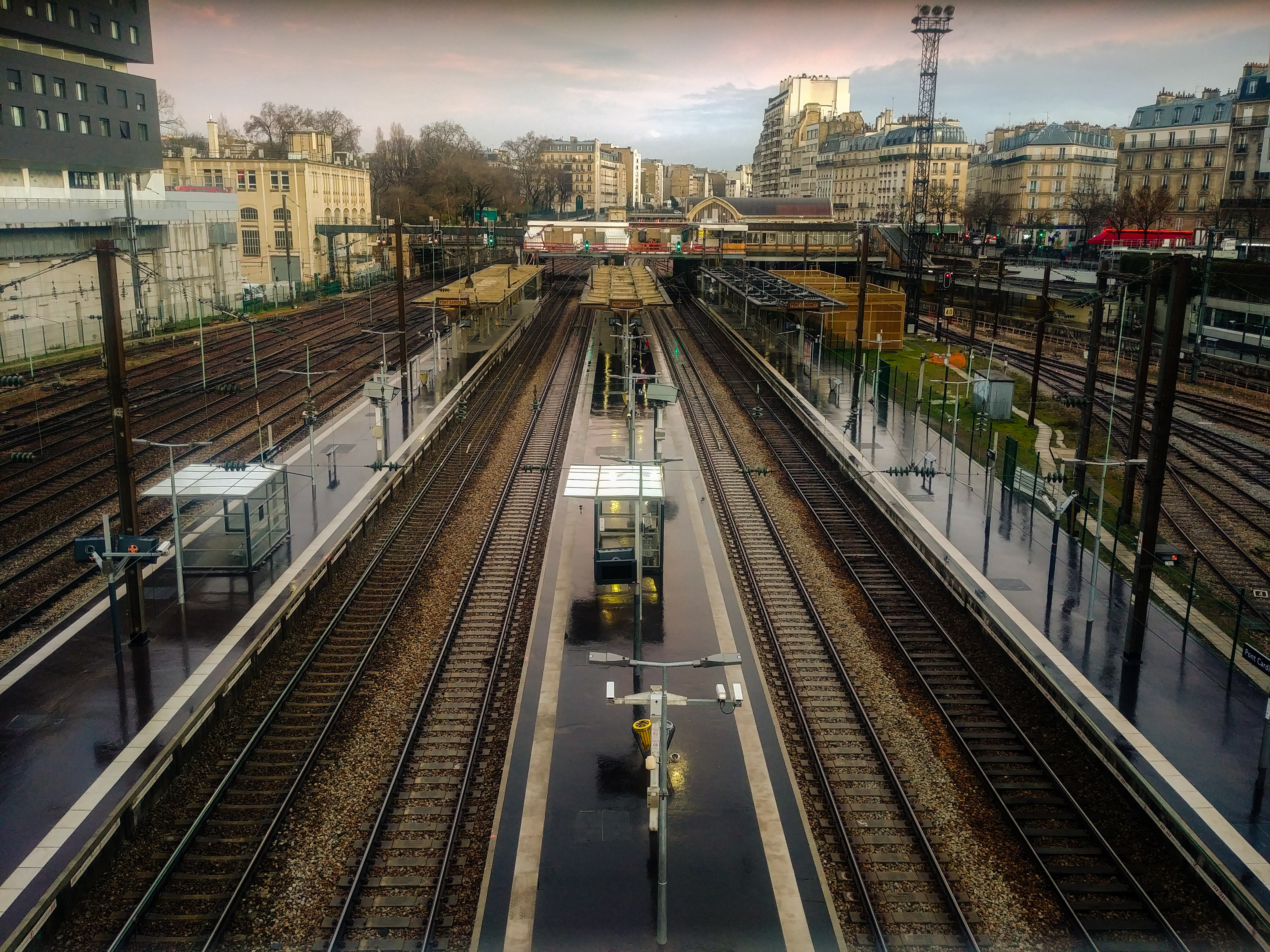
Bahnhof Pont-Cardinet

Der Bahnhof Pont-Cardinet (französisch Gare de Pont-Cardinet) ist eine Station des Pariser Eisenbahn-Vorortverkehrs. Bei seiner Eröffnung hieß der Bahnhof Gare des Batignolles.

## Lage und Name

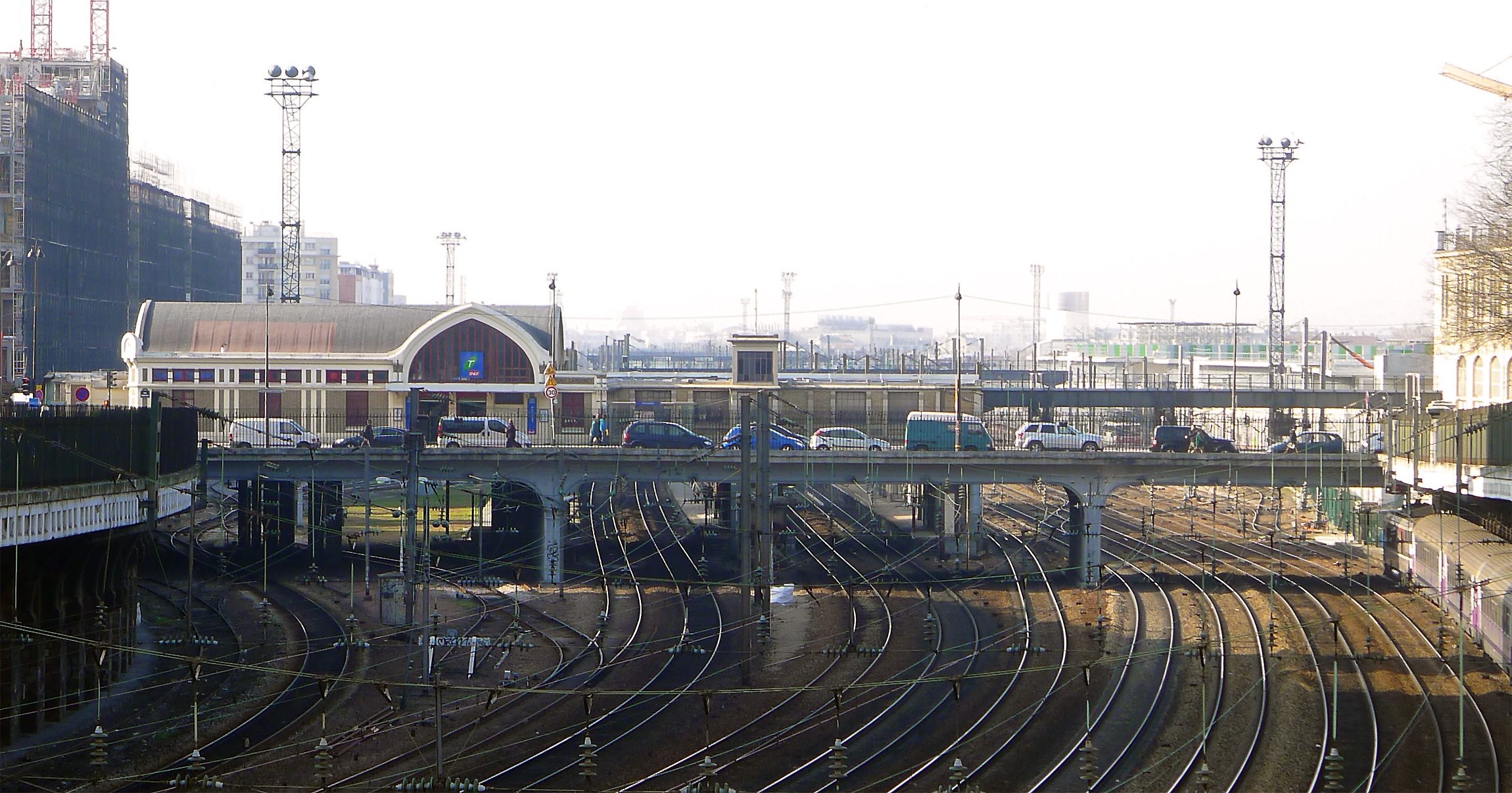
Empfangsgebäude, Bahnsteige und Straßenbrücke von Südosten her gesehen

Der Bahnhof befindet sich im Quartier des Batignolles des 17. Arrondissements von Paris. Er liegt bei Kilometer 1,725 an den vier vom Kopfbahnhof Saint-Lazare abgehenden parallel verlaufenden Strecken nordwestlich der diese querenden Straßenbrücke Pont Cardinet.
Den Namen verdankt der Bahnhof dem Pont Cardinet im Verlauf des Straßenzugs Rue Cardinet–Rue Jouffroy d’Abbans. Cardinet war der Familienname eines dortigen Grundbesitzers.

## Geschichte und Beschreibung

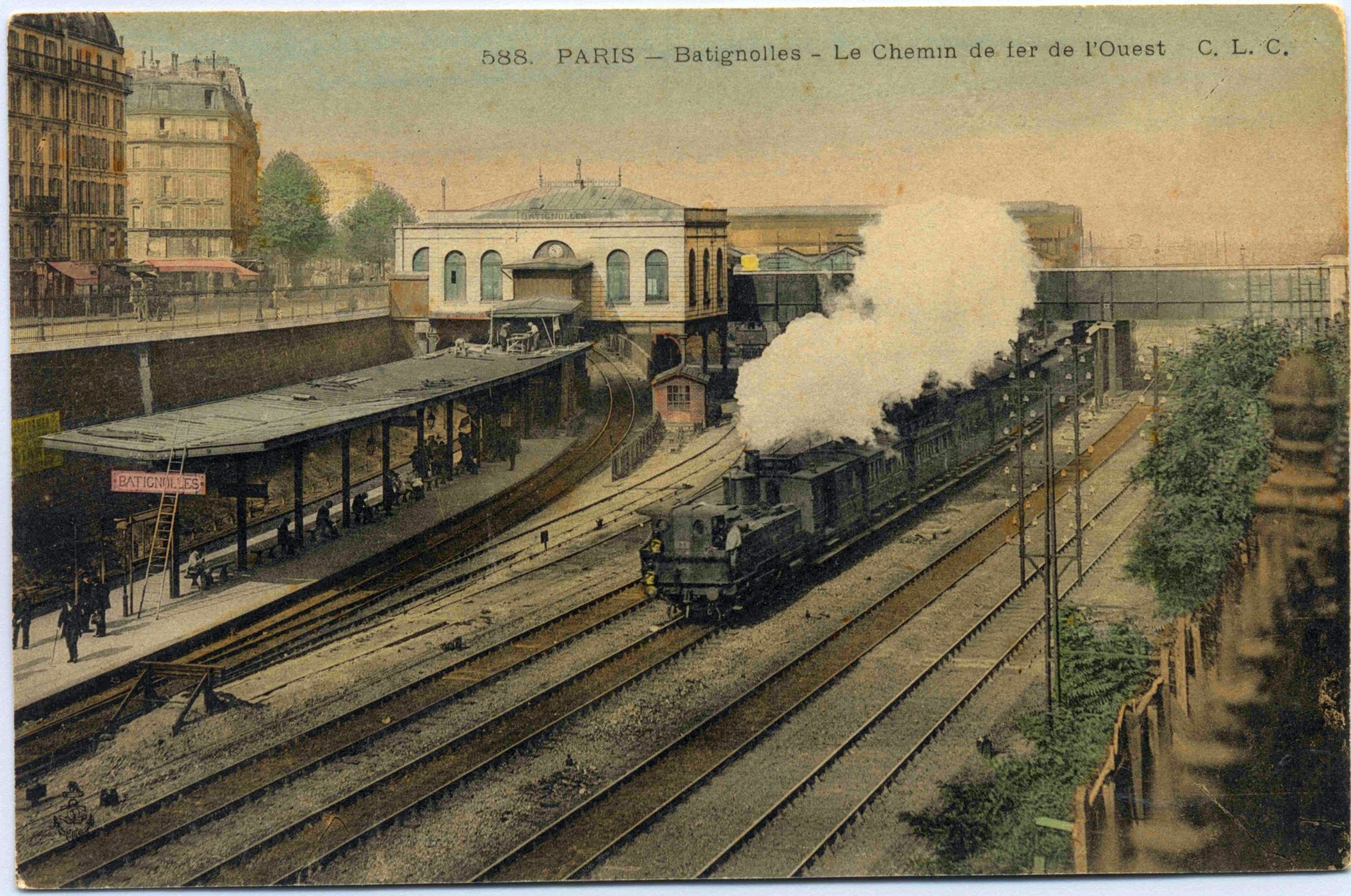
Bahnhof Batignolles um 1900 – nur die von der Strecke nach Le Pecq abzweigende Ligne d’Auteuil hatte einen Bahnsteig und ein Empfangsgebäude

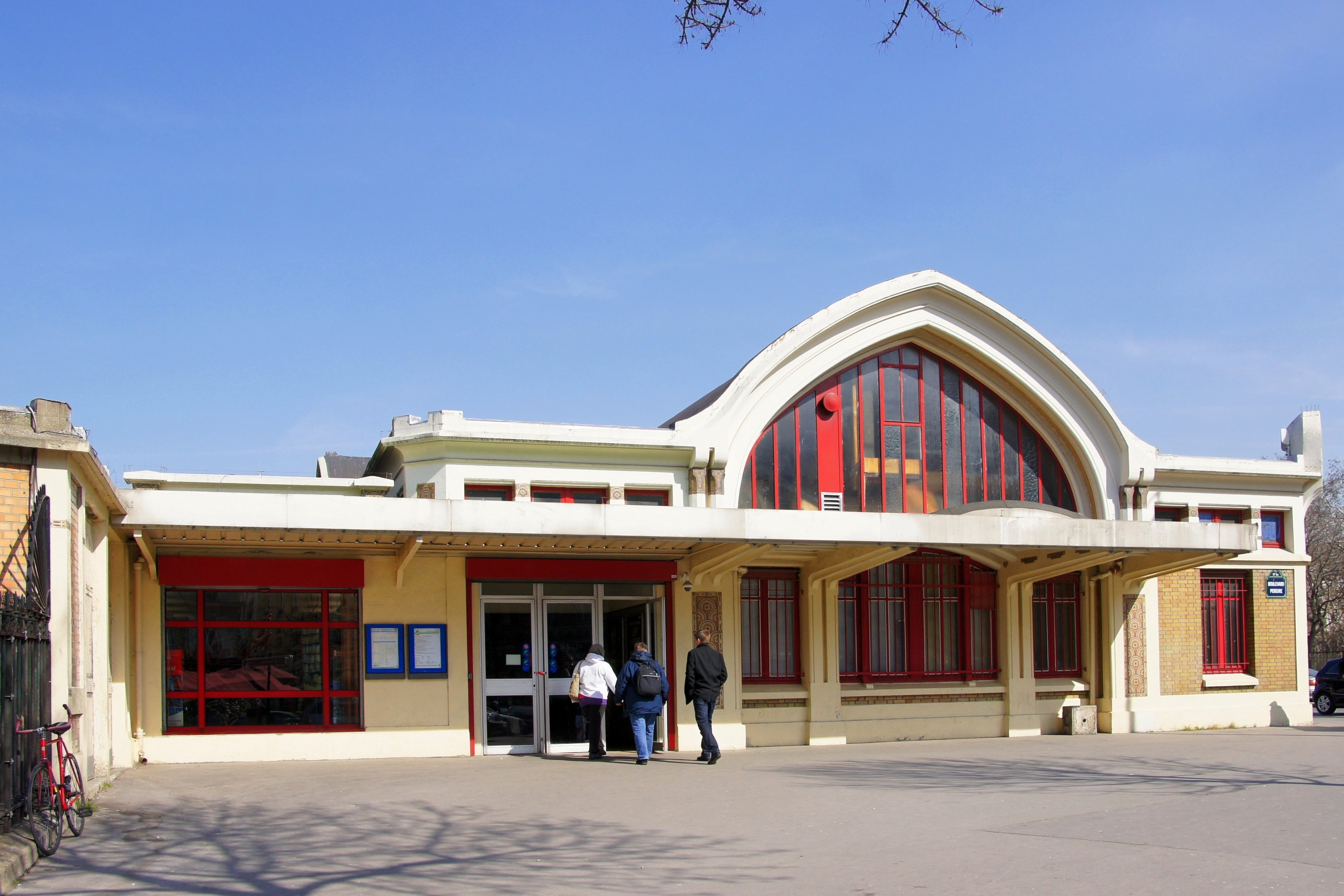
Zugangsbauwerk aus dem Jahr 1922

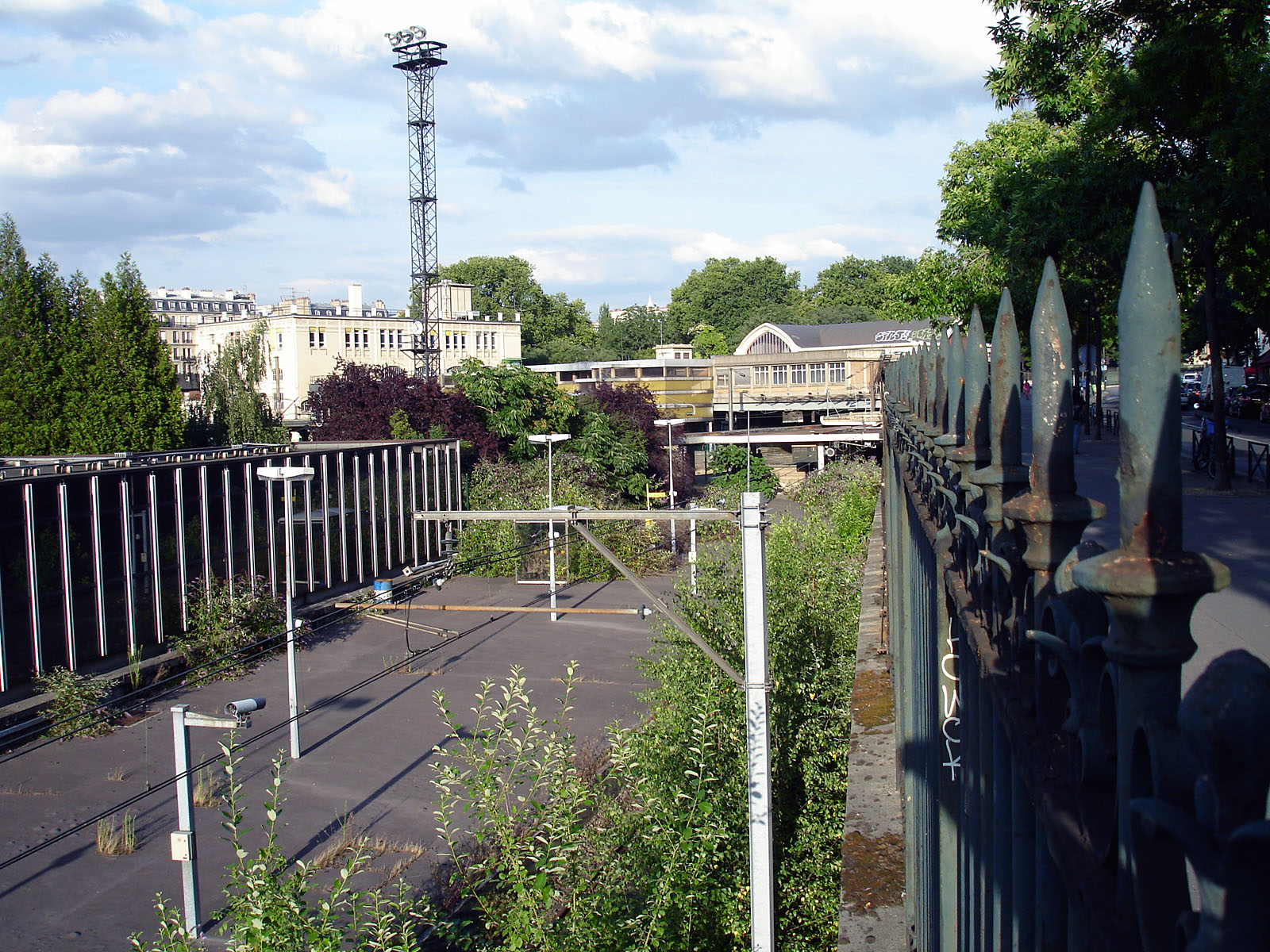
Stillgelegter Bahnsteig der Ligne d’Auteuil mit Gleichspannungs-Oberleitung (2008)

1837 wurde als Ausgangspunkt der ersten von Paris abgehenden Bahnstrecke nach Le Pecq (heutige Bahnstrecke Paris-Saint-Lazare–Saint-Germain-en-Laye) von der Compagnie du chemin de fer de Paris à Saint-Germain der Pariser Bahnhof Embarcadère de l’Ouest eröffnet. Im Bereich der bis 1860 eigenständigen Gemeinde Les Batignolles wurden bis 1843 die Gleise der Bahnstrecke Paris–Le Havre parallel zu denen in Richtung Le Pecq verlegt. Stadtseitig wurde der Bahnhof zweimal verschoben, die zwischen 1842 und 1853 errichtete Anlage erhielt den heutigen Namen Gare Saint-Lazare.
1854 wurde die Vorortstrecke Ligne d’Auteuil der Compagnie des chemins de fer de l’Ouest eröffnet, deren Gleise in Höhe des heutigen Bahnhofs Pont-Cardinet von denen der Strecke nach Le Pecq abzweigten. Unmittelbar nach dem Abzweig wurde an der zweigleisigen Strecke nach Auteuil die Zwischenstation Batignolles mit einem östlich der Straßenbrücke gelegenen Mittelbahnsteig eröffnet. 1892 erhielt die Ligne d’Auteuil zwei separate Gleise von Batignolles zum Bahnhof Saint-Lazare. Im Zuge des Umbaus des nahen Tunnel des Batignolles wurde 1911 das alte Empfangsgebäude abgerissen und durch ein Provisorium in Holzbauweise ersetzt. Am 12. November 1919 wurde die Station in Pont-Cardinet umbenannt.
Aufgrund der Überlastung des Bahnhofs Saint-Lazare wurde zum 1. April 1922 die Ligne d’Auteuil zum Bahnhof Pont-Cardinet verkürzt. Die Strecke endete fortan in einem Stumpfgleis hinter dem Bahnsteig, der auf die Westseite der Straßenbrücke verlegt wurde. Zugleich gingen an der Strecke in Richtung Le Pecq und zwei dazu parallelen Strecken drei neue Bahnsteige für den Vorortverkehr in Betrieb, sodass die Fahrgäste in und aus Richtung Auteuil in der Anlage umsteigen konnten. Sie liegen als Inselbahnsteige an den Strecken in die Richtungen Versailles, Saint-Germain-en-Laye und Argenteuil. Die Ferngleise in Richtung Le Havre und ein zweites Gleispaar nach Argenteuil weisen keine Bahnsteige auf.
Der vergrößerte Bahnhof erhielt längs der Brückenachse ein neues Empfangsgebäude, das mehrere Gleise überspannt. Der in Stahlbetonbauweise auf einer Metallplattform errichtete Bau wurde von Julien Polti entworfen. 1924 wurde damit begonnen, den vom Bahnhof Saint-Lazare ausgehenden Vorortverkehr zu elektrifizieren. Statt der mit Dampflokomotiven bespannten Wagenzüge wurden fortan elektrische Triebwagen eingesetzt, die aus seitlich der Gleise angebrachten Stromschienen eine Gleichspannung von 1500 V bezogen. Auch die Ligne d’Auteuil wurde entsprechend umgerüstet. Auf den Ferngleisen herrschte noch bis zum 20. September 1966 Dampfbetrieb. An jenem Tag wurden die dort installierten Oberleitungen unter 25 kV/50 Hz Wechselspannung gesetzt.

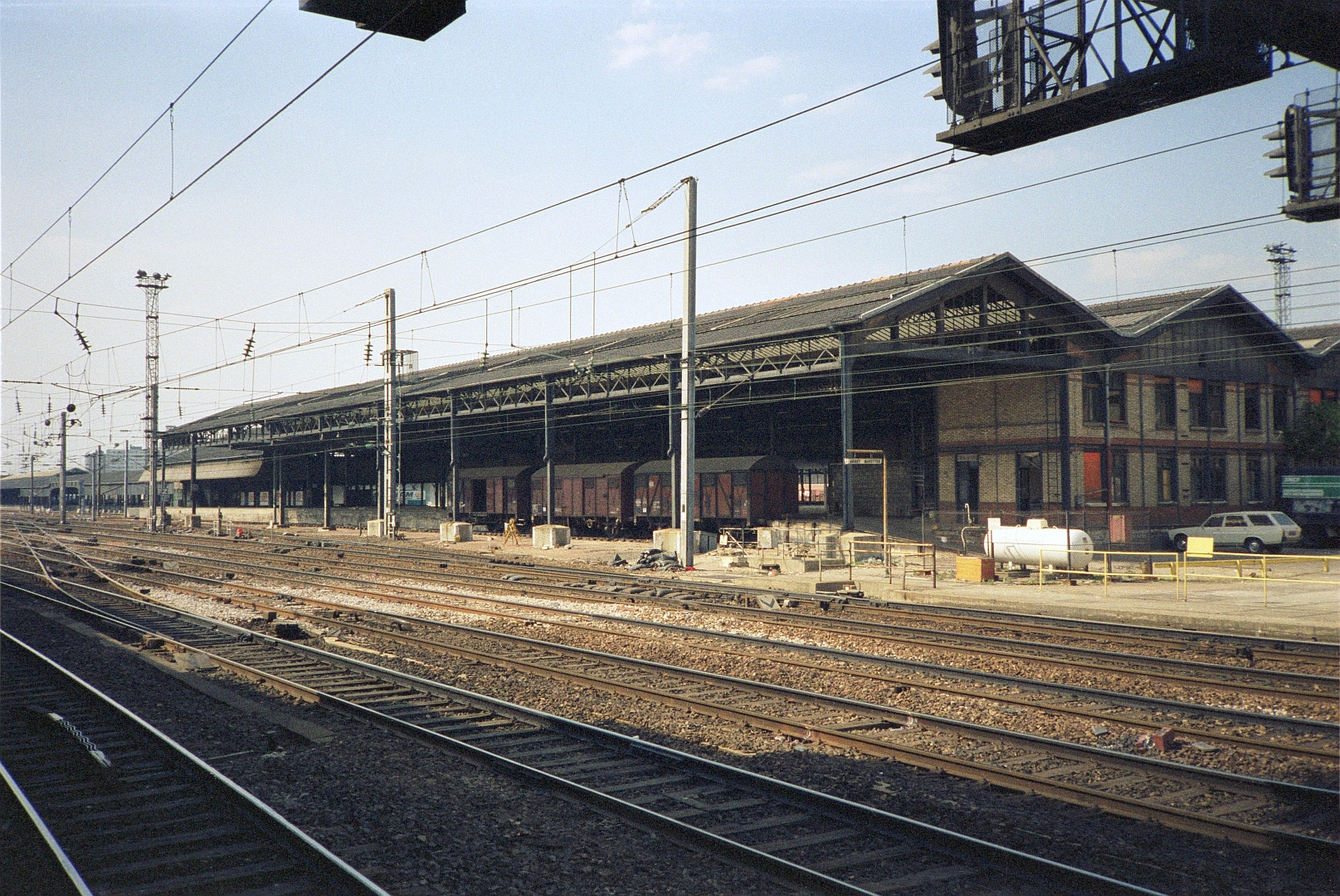
Güterhalle (1990)

Nachdem die Ligne d’Auteuil am 6. Januar 1985 für drei Jahre stillgelegt worden war, gab es zwischen 1988 und 1996 einen Pendelverkehr vom Bahnhof Pont-Cardinet zum Bahnhof Pereire - Levallois. Zu diesem Zweck wurde der Bahnhofsteil der Auteuil-Strecke auf ein Gleis rückgebaut und die seitliche Stromschiene durch eine Gleichspannungs-Oberleitung ersetzt.
Die Gütergleise an der Nordostseite des Bahnhofs sind mittlerweile weitgehend verschwunden, die Güterhalle ist nicht mehr existent.
Am 14. Dezember 2020 wurde die Linie 14 der Métro durch Batignolles in nördlicher Richtung verlängert. Am Bahnhof Pont-Cardinet, der damit erneut zum Umsteigebahnhof wurde, erhielt sie eine gleichnamige unterirdische Station.

## Verkehr
Pont-Cardinet ist der einzige Bahnhof im Stadtgebiet von Paris, der weder von Zügen des Réseau express régional d’Île-de-France (RER) bedient wird noch Fernverkehrshalt ist. Aktuell wird er von Vorortzügen des Transilien Paris Saint-Lazare bedient, die von Saint-Lazare aus in die Richtungen Versailles, Saint-Nom-la-Bretèche, Noisy-le-Roi und Cergy-le-Haut verkehren.

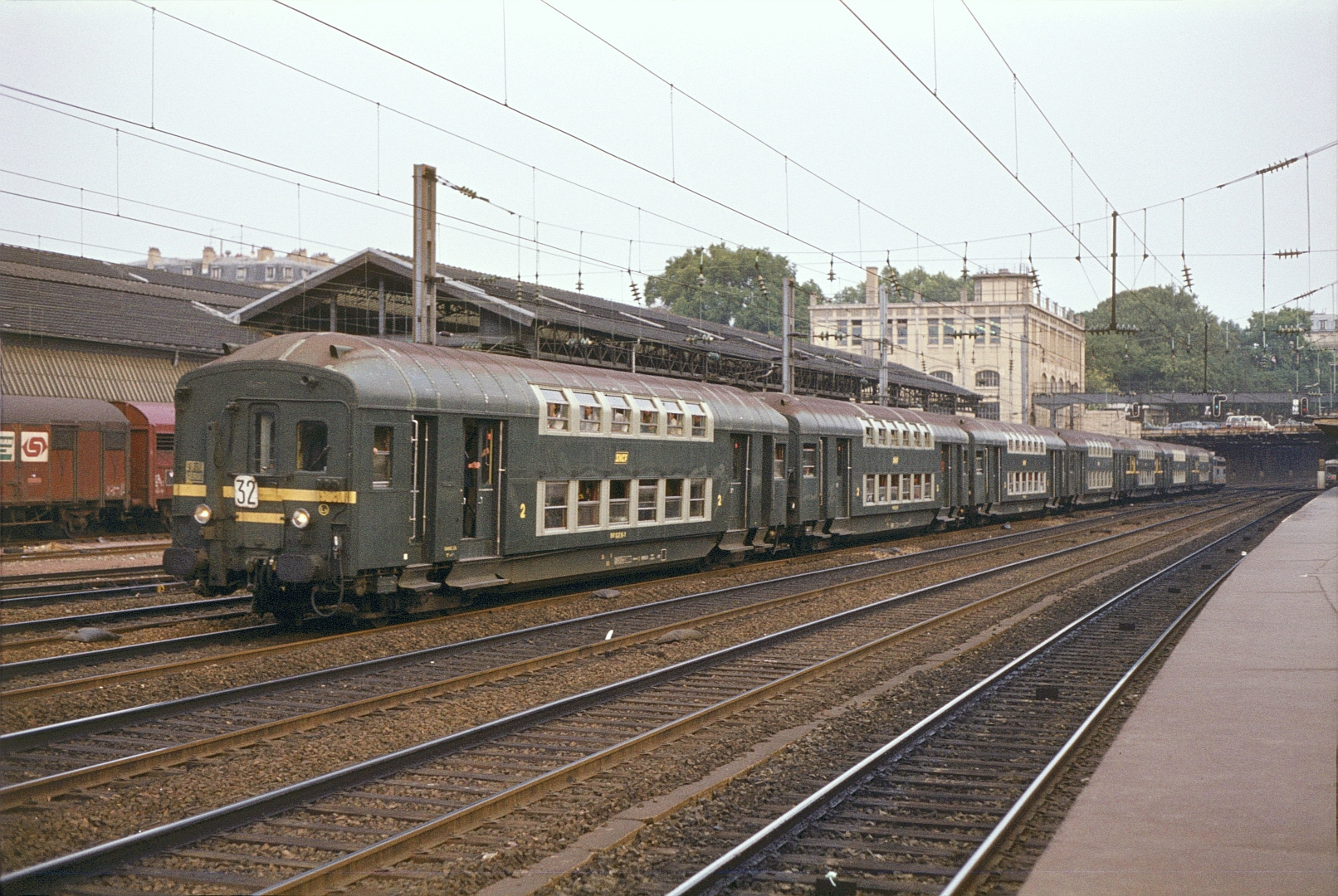
Von einer Elektrolokomotive geschobener Doppelstockzug unter Wechselspannungs-Oberleitung bei der Durchfahrt auf den Ferngleisen in Richtung Argenteuil (1982)
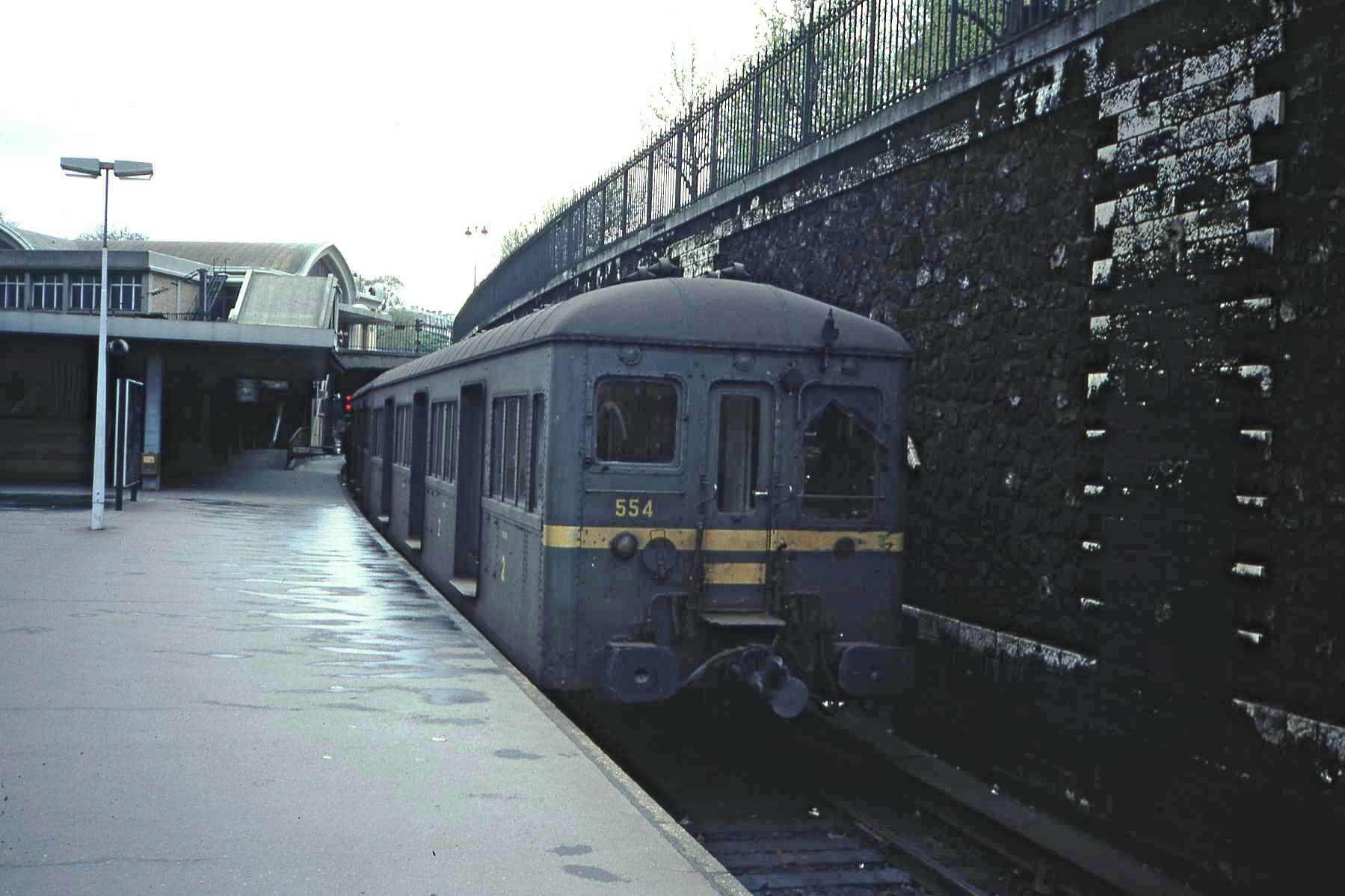
Doppeltriebwagen der Baureihe Z 1500 für Gleichspannungsbetrieb an seitlicher Stromschiene am Bahnsteig der Ligne d’Auteuil (1983)
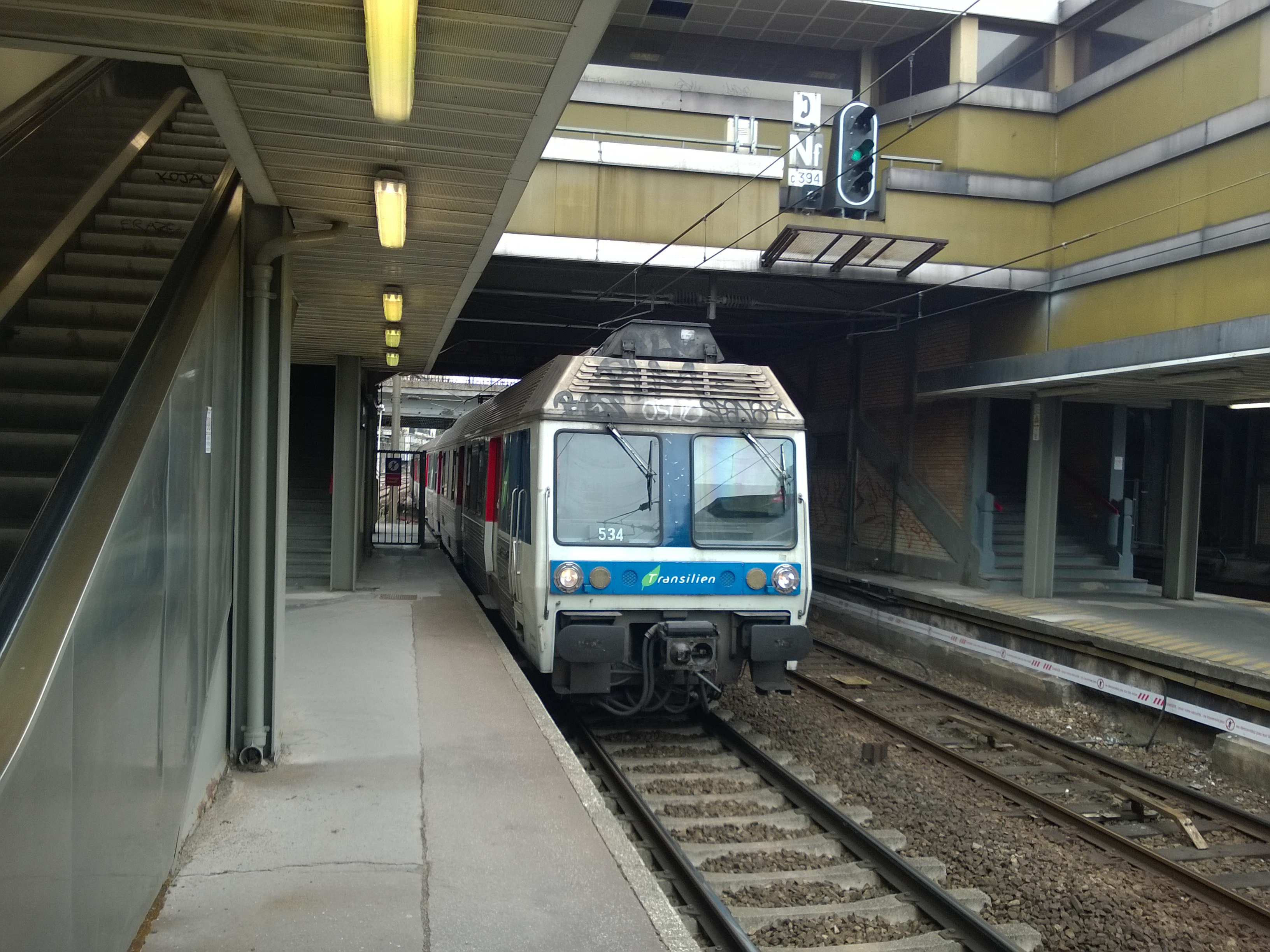
Vom Bahnhof Saint-Lazare kommender Transilien-Vorortzug der Baureihe Z 6400 bei der Einfahrt (2018)